# Lista das faculdades de Direito de Porto Alegre e Região
Este artigo tem como objetivo listar as faculdades de Direito de Porto Alegre e região, RS, Brasil.

## F
- FARGS - Faculdades Rio Grandenses
- FMP - Fundação Escola Superior do Ministério Público do RS

## I
- IPA - Instituto Porto Alegre da Igreja Metodista
- IBGEN - Instituto Brasileiro de Gestão de Negócios

## P
- PUC-RS - Pontifícia Universidade Católica do Rio Grande do Sul

## S
- SJT - São Judas Tadeu

## U
- UFRGS - Universidade Federal do Rio Grande do Sul
- ULBRA - Universidade Luterana do Brasil (campi em Canoas e em Gravataí)
- Uniritter - Centro Universitário Ritter dos Reis (Canoas)
- Unilasalle - Centro Universitário La Salle (Canoas)
- UNISINOS - Universidade do Vale do Rio dos Sinos (São Leopoldo)
- UNIFIN - Universidade Francisco de Assis (Porto Alegre)